# شهلا اربابی
شهلا اربابی (زاده ۱۳۲۳، شیراز) نقاش اهل ایران است.

## زندگی‌نامه
شهلا اربابی در سال ۱۳۲۳ در شیراز در خانواده‌ای اهل هنر متولد شد و در سن ۹ سالگی نقاشی را آغاز نمود. او از سال ۱۳۴۱ تا ۱۳۴۴ در مدرسه هنرهای زیبا در تهران به تحصیل پرداخت سپس به رم رفت و به مدت چهار سال در رشته هنرهای زیبا ادامه تحصیل داد.
اربابی در اواخر دهه ۱۳۶۰ و اوایل دهه ۱۳۷۰ مدرس دانشگاه تهران شد، سپس به ایالات متحده مهاجرت کرد و در سال ۱۳۵۸ در رشته نقاشی و در سال ۱۳۶۱ در رشته حکاکی از دانشگاه واشینگتن فارغ‌التحصیل شد.
نمایشگاه‌های بسیاری از آثار وی در اروپا و آمریکا برگزار شده‌است؛ و آثارش همواره مورد قدر دانی واقع شده‌است. آثار او موضوع مطالعه مقالات بسیاری در مورد نقاشی معاصر بوده‌است و برخی از آثارش به‌طور دایم در واشینگتن نگهداری می‌شود.